# Власелник
Власелник или Власелнико (на гръцки: Βλασέλνικο, Κάστρο Οινούσσας) е антично и средновековно отбранително съоръжение, разположено край сярското село Дервешен (Инуса), Северна Гърция.

## Местоположение
Крепостта е разположена в планината Сминица (Меникио), на заравненото било на стръмния хълм Власелник, на половин километър северно от село Дервешен.
Върхът на хълма е на надморска височина от 190 m. В югозападното подножие на скалата се намира съвременната църква „Успение Богородично“, а точно до него се образува дълбоко ждрело от водите на Дурвица. Хълмът е последното скално възвишение на мястото, където свършва ждрелото.
Върхът на хълма е заравнен и в по-голямата си част е заобиколен от отвесни варовикови скали, което го прави недостъпен. Укрепената източна страна е най-уязвимата точка на крепостта. Тесна шийка го свързва със спускащия се планински склон.

## История
Смята се, че първоначално на хълма е имало римска крепост и римски некропол. Крепостта може да се датира в ранновизанийския период, поради използването на варов разтвор в зидарията, което започва в III - IV век и по повърхностната керамика от раннохристиянския период. В планината Сминица има още няколко подобни крепости - Кули при Карликьой (Хионохори), Градище при Везник (Агио Пневма), Градище при Скрижово (Скопия) и Градище при Субашкьой (Нео Сули). Всички тези укрепени селища са изоставени най-късно през VII век.
На хълма се смята, че е имало древно селско светилище на героя Авлонит. По време на късновизантийския период, както и през османския период, районът около хълма изглежда е бил аскетичен център с монаси, идващи от Серския манастир. Следи от този период са Дервешенската скална живопис в югозападното подножие със запазен ктиторски надпис от 1382 година, църквичка в съседство, която не е запазена, но също и повърхностната керамика, която датира от късния византийски период и турското владичество. Селото на мястото на Дервешен се споменава като Превесена (Πρεβέσαινα) в  1346 година, Древесена в (Δρεβέσαινα), в 1351 година и Тревисина (Τρεβίσηνα) в 1357 година.

## Архитектура
Периметърът на крепостната стена е 150-160 m. Укрепление от непрекъсната стена с дължина 80 метра блокира входа към уязвимата източна страна. По-голямата част от тази стена е разпръсната по стръмните склонове, но следите ѝ личат по цялата дължина на трасето ѝ. Изградена е от ломени камъни с бял свързващ хоросан между камъните. Най-добре запазената част от стената е с дължина 15 m и височина до 1,5 m. Платото е осеяно с разпръснати камъни и керамични фрагменти. Извън стената и по стръмния южен склон също се забелязват основи на сгради и измазани стени. Това са останки от укрепено селище, което се е простирало вътре и извън стената. Някои погребения могат да се видят и на южния склон.